# Большой ключ Соломона
Большой ключ Соломона (Clavicula Salomonis) — один из самых известных и самых важных магических гримуаров, ценные сведения о подготовке и проведении магических операций, известный учёным только по манускриптам на латыни, французском, итальянском, немецком и английском языках. Самая старая рукопись, которой пользовался английский редактор, написана на латыни и относится к шестнадцатому веку.
При этом нужно понимать, что это не один трактат, а целый ряд различных гримуаров, объединённых общей темой и приписываемых царю Соломону. Среди них есть и связанные работы как, например «Ключ знаний Соломона» и «Труд Соломона, именуемый ключом его, открытый Птолемеем греком» и тексты, которые отличаются от остальных содержанием и главами. Поэтому, вопреки традиции, сложившейся благодаря книге МакГрегора Мазерса (Clavicula Salomonis) состоящей из компилированных глав, куда, однако, не вошли главы многих ключей, например упомянутого «Ключа знаний», эти гримуары следует рассматривать не как единый текст, а как разные и зачастую независимые и представляющие разные магические системы книги.